# بسط بن قيس
بسط بن قيس ، هو فارس من بني شيبان ، تعلم الفروسية وسمات الحروب من جده الأكبر بسطام بن قيس الفارس الجاهلي ، ولد بسط بن قيس في فترة كانت تتسم بالحروب والنزاعات بين قبائل العرب ، ولقد شن وقاد مجموعة من الحروب وابرزها كانت على أبناء عاصم بن خليفة الضبى الذي قتل جده بسطام بن قيس الشيباني في يوم الشقيقة بعد البعثة.
واسمه هو (بسط بن قيس بن بسطام بن قيس بن مسعود بن قيس بن خالد بن عبد الله بن عمرو بن الحارث بن همام بن مرة بن ذهل بن شيبان بن ثعلبة بن عكابة بن صعب بن علي بن بكر بن وائل بن قاسط بن هنب بن أفصى بن دعمي بن جديلة بن أسد بن ربيعة بن نزار بن معد بن عدنان).